# Barbiturna kislina
Barbiturna kislina je organska spojina z pirimidinskim heterocikličnim osnovnim ogrodjem. Gre za prašek brez vonja, topen v vroči vodi. Barbiturna kislina je izhodna spojina za barbiturate, med katere spadajo številne učinkovine z delovanjem na osrednje živčevje, čeravno sama barbiturna kislina farmakološko ni aktivna. Leta 1864 jo je odkril nemški kemik Adolf von Baeyer, tako da je zmešal sečnino in malonsko kislino ter izvedel reakcijo kondenzacije. Danes se namesto malonske kisline pri sintezi uporablja dietil malonat.